# Vasyl Velychkovsky
Vasyl Velychkovsky (Stanislau, 1er juin 1903 - Winnipeg, 30 juin 1973) est un évêque rédemptoriste de l'Église grecque-catholique ukrainienne mort des suites des mauvais traitements subis dans les geôles de l'Union Soviétique et reconnu bienheureux par l'Église catholique.

## Biographie
Velychkovsky naît à Stanislau, dans le royaume de Galicie et de Lodomérie (un des royaumes représentés à la Diète d'Empire au sein de l'Autriche-Hongrie). En 1920, il étudie au séminaire de Lviv puis entre, en 1924, au noviciat de la congrégation du Très Saint Rédempteur où il prononce en 1925 ses premiers vœux religieux (dans le village de Holosko, près de Lviv), il est ordonné prêtre le 9 octobre de la même année et enseigne et prêche en Volhynie. En 1939, avec l'annexion de la Galicie à l'union des républiques socialistes soviétiques, il est arrêté une première fois par le NKVD en raison d'une persécution exercée contre l'Église grecque-catholique ukrainienne par le pouvoir communiste.
En 1942 il devient supérieur du couvent de Ternopil. Il est de nouveau arrêté en 1945 par le NKVD et envoyé à Kiev, on lui propose d'éviter d'être condamné s'il se convertit à l'orthodoxie et devient prêtre orthodoxe, mais, fidèle à sa foi catholique, il refuse cette conversion. Il est donc condamné à mort, mais sa peine est commuée en 10 ans de travaux forcés et envoyé dans le cercle arctique pour travailler comme forçat dans les mines de charbon.
À sa libération, en 1955, il revient à Lviv, et est ordonné évêque en 1963. Mais, en 1969, il est à nouveau emprisonné pour trois ans à cause de ses activités religieuses. À nouveau libéré en 1972, on le contraint à l'exil. Il meurt le 30 juin 1973, à 70 ans, à Winnipeg (Canada) des suites des mauvais traitements infligés en prison : torture chimique, physique et psychologique.
Trente ans après son décès, le corps de Vasyl Velychkovsky est retrouvé intégralement conservé, à l'exception de ses doigts de pieds qui étaient tombés et qui ont donc été utilisés pour faire des reliques. Il est béatifié le 27 juin 2001 à Lviv par Jean-Paul II. Son corps repose dans une châsse en l'église grecque-catholique ukrainienne saint Joseph de Winnipeg.